# SN 1998ey
SN 1998ey – supernowa typu Ic odkryta 5 grudnia 1998 roku w galaktyce NGC 7080. W momencie odkrycia miała maksymalną jasność 17,00m.